# Step by Step (bài hát của Annie Lennox)
"Step by Step" là một bài hát được viết lời và thu âm đầu tiên bởi nghệ sĩ thu âm người Scotland Annie Lennox, và xuất hiện như là mặt B từ đĩa đơn của Lennox "Precious", phát hành năm 1992. Năm 1996, nghệ sĩ thu âm người Mỹ Whitney Houston đã hát lại nó cho album nhạc phim The Preacher's Wife, bộ phim mà nữ ca sĩ cũng tham gia thủ vai chính. Nó được phát hành như là đĩa đơn thứ hai trích từ album vào ngày 24 tháng 2 năm 1997 bởi Arista Records. Phiên bản của Houston có nhiều sự thay đổi so với bản gốc, với sự tham gia góp giọng nền của Lennox. Houston tiết lộ trong một bài phỏng vấn với The Nation rằng: "Annie đã gửi cho tôi bài hát tuyệt đẹp và thiêng liêng này, nó hoàn toàn phù hợp với bố cục chung của nhạc phim".
Mặc dù không gặt hái quá nhiều thành công vượt trội về mặt thương mại, "Step by Step" vẫn được xem là một trong những bài hát được người hâm mộ yêu thích nhất của Houston. Nó đạt vị trí thứ 15 trên bảng xếp hạng Billboard Hot 100, và được chứng nhận đĩa Vàng từ Hiệp hội Công nghiệp ghi âm Mỹ. Nó cũng chứng tỏ sức hút lớn ở nhiều thị trường khác, lọt vào top 20 ở 45 quốc gia, bao gồm vươn đến top 10 ở Áo, Đức, Ý và Tây Ban Nha.
Video ca nhạc cho "Step by Step" được đạo diễn bởi Paul Hunter, trong đó Houston nhảy múa trong một căn phòng với nhiều người khác, xen kẽ là nhiều hình ảnh của những tình nguyện viên đang cứu những đứa trẻ khỏi đám cháy. Sau khi phát hành, nó đã xuất hiện trong danh sách trình diễn của tất cả các chuyến lưu diễn trong sự nghiệp của Houston, như Pacific Rim Tour (1997), The European Tour (1998), My Love Is Your Love World Tour (1999), Soul Divas Tour (2004), Nothing but Love World Tour (2009–2010) và chương trình đặc biệt phát trên HBO Classic Whitney Live from Washington, D.C. (1997).

## Danh sách bài hát
- Đĩa CD

1. "Step By Step" (bản album) — 4:12
2. "Step By Step" (Teddy Riley Remix) — 4:32

- Đĩa CD Maxi

1. "Step By Step" (Tony Moran Remix) — 10:22
2. "Step By Step" (Junior's Arena Anthem Mix) — 11:50
3. "Step By Step" (Soul Solution Diva Vocal) — 8:47
4. "Step By Step" (K-Klass Remix) — 10:08
5. "Step By Step" (Teddy Riley Remix) - 5:00
6. "Step By Step" (bản album) - 4:07

- Đĩa 12" - The Remixes (Châu Âu)

1. "Step By Step" (Junior's Arena Anthem Mix) — 11:50
2. "Step By Step" (bản album) - 4:12
3. "Step By Step" (K-Klass Remix) — 10:06
4. "Step By Step" (Soul Solution Bonus Bass Dub) — 2:40
5. "Step By Step" (Soul Solution Diva Vocal) — 9:02
6. "Step By Step" (Junior's Deep Vocal Mix)— 8:47
7. "Step By Step" (Teddy Riley Remix) - 4:32

## Xếp hạng và chứng nhận
| Bảng xếp hạng (1996-97)                  | Vị trí cao nhất |
| ---------------------------------------- | --------------- |
| Úc (ARIA)                                | 12              |
| Áo (Ö3 Austria Top 40)                   | 6               |
| Bỉ (Ultratop 50 Flanders)                | 13              |
| Bỉ (Ultratop 50 Wallonia)                | 12              |
| Canada (RPM)                             | 23              |
| Canada Adult Contemporary (RPM)          | 23              |
| Canada Dance/Urban (RPM)                 | 15              |
| Châu Âu (European Hot 100 Singles)       | 10              |
| Phần Lan (Suomen virallinen lista)       | 11              |
| Pháp (SNEP)                              | 30              |
| Đức (Official German Charts)             | 8               |
| Ireland (IRMA)                           | 14              |
| Ý (FIMI)                                 | 6               |
| Hà Lan (Dutch Top 40)                    | 11              |
| Hà Lan (Single Top 100)                  | 13              |
| New Zealand (Recorded Music NZ)          | 46              |
| Tây Ban Nha (AFYVE)                      | 2               |
| Thụy Điển (Sverigetopplistan)            | 15              |
| Thụy Sĩ (Schweizer Hitparade)            | 15              |
| Anh Quốc (OCC)                           | 13              |
| Anh Quốc R&B (OCC)                       | 3               |
| Hoa Kỳ Billboard Hot 100                 | 15              |
| Hoa Kỳ Adult Contemporary (Billboard)    | 12              |
| Hoa Kỳ Dance Club Songs (Billboard)      | 3               |
| Hoa Kỳ Pop Airplay (Billboard)           | 26              |
| Hoa Kỳ Hot R&B/Hip-Hop Songs (Billboard) | 29              |

| Bảng xếp hạng (1997)                 | Vị trí |
| ------------------------------------ | ------ |
| Australia (ARIA)                     | 67     |
| Austria (Ö3 Austria Top 40)          | 30     |
| Belgium (Ultratop 50 Wallonia)       | 90     |
| Canada Adult Contemporary (RPM)      | 45     |
| Denmark (Tracklisten)                | 38     |
| Europe (European Hot 100 Singles)    | 37     |
| Finland (Suomen virallinen lista)    | 42     |
| Germany (Official German Charts)     | 38     |
| Italy (FIMI)                         | 99     |
| Netherlands (Dutch Top 40)           | 58     |
| UK Singles (Official Charts Company) | 98     |
| US Hot Dance Club Songs (Billboard)  | 21     |

## Chứng nhận
| Quốc gia                                                                           | Chứng nhận | Số đơn vị/doanh số chứng nhận |
| ---------------------------------------------------------------------------------- | ---------- | ----------------------------- |
| Úc (ARIA)                                                                          | Vàng       | 35.000^                       |
| Đức (BVMI)                                                                         | Vàng       | 0^                            |
| Anh Quốc (BPI)                                                                     | Bạc        | 200.000^                      |
| Hoa Kỳ (RIAA)                                                                      | Vàng       | 500,000^                      |
| * Chứng nhận dựa theo doanh số tiêu thụ. ^ Chứng nhận dựa theo doanh số nhập hàng. |            |                               |